# S3M
S3M ist das programmeigene Trackerformat des Scream Tracker 3. Dieser wurde 1994 von der Future Crew programmiert und besitzt die namensgebende Dateiendung .S3M. Es handelt sich um das Nachfolgeformat von STM, dem Format früherer Versionen von Scream Tracker. Im Unterschied zu STM unterstützt S3M mehr Spuren (4 → 32), mehr Instrumente (31 → 99) und mehr Effekte.
Beide Formate basieren auf dem populären MOD-Format.
Das ursprüngliche Programm erschien nur für die PC-Plattform mit MS-DOS, jedoch existieren inzwischen für praktische alle Plattformen Tracker (z. B. OpenMPT) zur Erstellung als auch Software zum Abspielen des S3M Formats.

## Bedeutung
S3M war in der PC-Demoszene äußerst beliebt und entsprechend weit verbreitet, und beeinflusste folgende Formate (IT, XM etc.) mit. Aufgrund seines technischen Einschränkungen spielt es aber heute keine nennenswerte Rolle mehr, außer für Anwendungen die auf sehr begrenzter Hardware laufen wie mobile Geräte. Heutige Formate, wie z. B. XRNS, lassen dem Musiker mehr Freiheiten, da sie und deren Programme auf unvergleichbar größere Systemressourcen zurückgreifen können. Scream Tracker 3 setzte lediglich einen 80386SX nebst VGA-Grafikkarte und natürlich Soundkarte voraus.
Trotz des Alters hat das Format dennoch das Potential, qualitativ äußerst hochwertige Musik wiedergeben und speichern zu können. So lagen große Teile der Musik der kommerziellen und weit verbreiteten Ego-Shooter Unreal und Unreal Tournament im S3M-Format vor.

## Player
- JavaMod ein MOD-, S3M-, STM- und XM-Player in Java
- Winamp ein weit verbreiteter Medienplayer für Windows
- XTC-Play ein MOD-, S3M-, XM-, …Player für MS-DOS (lauffähig in DOSBox)
- Fennec, Medienplayer für PSM (Protracker Studiomodul), S3M (Scream tracker 3), UMX etc.
- VLC media player http://www.videolan.org/
- Foobar2000 foobar2000.org → mit dem Plugin: DUMB Module decoder für Foobar2000
- milkytracker kann s3m abspielen und nach XM, MOD und WAV exportieren. Die Software ist in Debian enthalten
- AIMP, Musikplayer für Windows welcher .S3M sowie .XM und andere MOD-Formate abspielen und in viele verschiedene gängige Formate wie .mp3, .wav, .flac oder .ogg umwandeln kann.